# نيكوجا (كانتون)
نيكوجا (بالإسبانية: Nicoya)‏ وهو الكانتون الثاني من محافظة غواناكاسته في كوستاريكا. ويغطي الكانتون مساحة 1,333.68 كم مربع،
كما يقارب عدد سكانه 44,834 نسمة.
و تدعى مدينته الرئيسية بـنيكوجا أيضا.
يشكل حدوده الشمالية الشرقية نهر تيمبسيكيه، والذي يقطع مركز شبه جزيرة نيكوجا ملامسا خليج نيكوجا في الشرق قبل أن ينحني جنوبا إلى المحيط الهادئ
تعرض الكانتون لزلزال بقوة 7.6 في 2012، مدمرا العديد من المنازل.
تم تأسيس هذا الكانتون في 7 كانون الأول 1848.

## المقاطعات
يتألف الكانتون من سبع مقاطعات وهي :
1. نيكوجا
2. مانسيون
3. سان أنطونيو
4. كيفراذا أوندا
5. سامارا
6. نوسارا
7. بيلين دي نوساريتا

## أعلام
- ألان كروز
- ألفونسو تشيس
- خوسيه مورا
- كارول سانشيز